# Райхскомісаріат Норвегія
Райхскомісаріат Норвегія (нім. Reichskommissariat Norwegen або нім. Reichskommissariat für die besetzten norwegischen Gebiete — «райхскомісаріат у справах окупованих норвезьких територій») — цивільний окупаційний режим, створений Нацистською Німеччиною в окупованій німцями Норвегії під час Другої світової війни на чолі з райхскомісаром Йозефом Тербофеном аж до його самогубства 7 травня 1945 р. Німецькі збройні сили в Норвегії під командуванням генерала Франца Бьоме здалися союзницьким військам 8 травня і законний уряд було відновлено.

## Вторгнення
Вторгнення в Норвегію відбулося в ніч з 8 на 9 квітня 1940. Німеччина вдерлася до Норвегії на тій підставі, що Норвегія потребувала захисту від військової агресії з боку Великої Британії та Франції. Стратегічно Німеччина через це вирішила такі проблеми:
- Одержано доступ до незамерзаючих північних норвезьких портів для подальшого доступу до Північного Льодовитого океану і Північної Атлантики.
- Одержано доступ до шведської залізної руди, вивезення якої проводилося через Нарвік.
- Випередження британського і французького вторгнення до Норвегії.

Відповідно до доктрини «бліцкригу» німецькі повітряні та морські сили напали на Норвегію в рамках операції «Везерюбунг», що почалася 9 квітня 1940. З установкою закріпитися в Осло і Тронхеймі вони почали наземний наступ проти розсіяного внутрішнього опору в Норвегії. Норвезька армія зробила кілька контратак, але безуспішно. Хоча військовий опір в Норвегії мав невеличкий військовий успіх, він мав значний політичний ефект, що дозволило норвезькому уряду, у тому числі королівській сім'ї, виїхати з Норвегії і сформувати уряд у вигнанні. Цьому головним чином посприяла загибель німецького крейсера «Блюхер» в затоці Осло-фіорд у перший день вторгнення, а також битва між німецькими й норвезькими військами під Мідтскугеном.
Велика і найкраща частина норвезького озброєння була втрачена в перші 24 години після німецького вторгнення, що значно знизило ефективність дій норвежців. Військовий опір у південній Норвегії припинився вже 2 травня.

## Режим Квіслінга
Колабораціоністська підтримка надходила з пронацистського Національного єднання (Норвегія) (норв. Nasjonal Samling), партії на чолі з Відкун Квіслінгом, якого було призначено Адольфом Гітлером задля формування уряду Норвегії під німецьким контролем. Квіслінг став міністр-президентом Норвегії у 1942, але не мав реальної влади. Райхскомісар Тербофен мав контроль над Норвегією як губернатор і над збройними силами, розташованими в Норвегії, що були під командуванням німців.

## Ресурси Інтернету
- Declaration for the Purpose of establishing Similar Rules of Neutrality, with Annexes. Signed at Stockholm, May 27th, 1938. Between Denmark, Finland, Iceland, Norway, and Sweden – historicalresources.com (englisch)
- Die Besetzung von Norwegen. Informationen auf den Seiten des Deutschen Historischen Museums
- Norwegen und der Zweite Weltkrieg. Informationen auf den Seiten der Norwegischen Botschaft Berlin